# Sports Car Club of America
Pour les articles homonymes, voir SCCA.
Le Sports Car Club of America (SCCA) est un organisateur de compétitions automobiles sur route et sur circuit, de rallyes et d'autocross aux États-Unis.

## Histoire
Fondé en 1944, le SCCA supervise de nombreux championnats pour les coureurs amateurs et professionnels. Le club siège à Topeka, au Kansas. 
En 1963, le club commence à organiser des épreuves professionnelles avec l'United States Road Racing Championship, qui cessera en 1968.
En 1966, le CanAm (Canadian-American Challenge Cup) et les Trans-Am Series sont créés. Le CanAm est tenu de 1966 à 1974 et de 1977 à 1986. Le Trans-Am Series existe toujours et utilise les réglementations GT1 de la FIA.
Les autres championnats sont le SCCA Pro Racing World Challenge, organisé depuis 1985 pour des voitures de Grand tourisme et des voitures de tourisme de catégories GTS, et la Volkswagen Jetta TDI Cup, un championnat de formule unique introduit en 2008 et basé sur la Volkswagen Jetta.
Le SCCA avait la responsabilité des épreuves américaines du championnat du monde des voitures de sport et fut impliqué dans l'organisation du Grand Prix automobile des États-Unis de Formule 1.

## Compétitions
- Championnat national SCCA de voitures de sport (1951-1964)
- United States Road Racing Championship (1963-1968 ; 1998-1999)
- American Road Race of Champions (depuis 1964)
- Canadian-American Challenge Cup (CanAm) (1966-1987)
- Trans-Am Series (1966-2013)
- Atlantic Championship (depuis 1976)